# Белёвский, Андрей Васильевич
Князь Андрей Васильевич Белёвский († после 1516) — верховский удельный князь, московский воевода, во времена правления Ивана III Васильевича и Василия III Ивановича. 
Сын князя Василия Михайловича, брат князей Ивана и Василия Белёвских.

## Биография
После смерти отца, князя Василия Михайловича, братья князья Иван, Андрей и Василий Васильевичи разделил между собой Белёвское княжество, каждый из братьев владел частью (третью) отцовского княжества.
До 1493 года князь Андрей Васильевич служил Великому княжеству Литовскому. В это время обычным явлением были пограничные нападения с захватом и уводом людей. В 1492 году он подвергся нападению со стороны своего брата Ивана Белёвского.
Не получая от Великого княжества Литовского защиты от нападений московских служилых людей, он в 1492 году вместе со своим братом князем Василием Васильевичем переходит на службу Великому князю Московскому Ивану III Васильевичу, несмотря на протесты великого князя Литовского Александра Казимировича (1492—1506), который в мае 1492 года жалуется, что князь Иван Васильевич, не только взял себе отчину брата своего князя Андрея Васильевича, но и его и слуг его принудил сложить данное Польше крестное целование.
Переход Белёвских князей на московскую службу был узаконен договором о «вечном мире» 1494 года, заключенном в Москве между Русским государством и Великим княжеством Литовским.
В 1507 году Андрей Васильевич Белёвский участвовал в отражении татарского нападения на южных рубежах. В 1513 году участвовал в походе на Смоленск. воеводой передового полка. В следующем году князь Андрей Белёвский был послан на южные русские рубежи и стоял около Белёва. Воевода сторожевого полка в войсках стоявших на Вошане (1516).